# オール・ザ・ベスト
『オール・ザ・ベスト』（英語: All The Best!）は、1987年に発表されたポール・マッカートニーのベスト・アルバム。

## 概要
1970年のソロ活動開始から、当時の新曲「ワンス・アポン・ア・ロング・アゴー」まで網羅されている。当初は『ロンドン・タウン』（1978年）セッションで録音された未発表曲「Waterspout」も収録される予定で、アルバムスリックには同曲のイラストまで印刷されたが、土壇場になって「C・ムーン」が代わりに収録されることになり未収録となった。
また英国盤と米国盤では収録曲が違い、米国盤では「パイプス・オブ・ピース」、「ワンス・アポン・ア・ロング・アゴー」、「恋することのもどかしさ」、「ウィ・オール・スタンド・トゥゲザー」、「マル・オブ・キンタイア（夢の旅人）」がオミットされ、代わりに「ジュニアーズ・ファーム」と「アンクル・アルバート〜ハルセイ提督」が収録され、「カミング・アップ」がスタジオ・バージョンではなくライブ・バージョン、「しあわせの予感」が短縮されたDJバージョンになっている。
英国（および日本）アナログ盤は2枚組20曲だが、CD化の際1枚には収録しきれないために、「恋することのもどかしさ」、「グッドナイト・トゥナイト」、「しあわせの予感」がカットされ17曲となっている（アメリカ盤はアナログ・CDとも同じ17曲）
英国ではTVコマーシャルやTV出演など積極的なプロモーション活動も奏し、全英2位まで上がる大ヒットに。反対に全米では62位と振るわなかったが、長期に渡って売れ続けた為に結果的にはダブルプラチナムを獲得している。

## 収録曲

### UK 盤
1. ジェット - "Jet"
2. バンド・オン・ザ・ラン - "Band On The Run"
3. カミング・アップ - "Coming Up"
4. エボニー・アンド・アイボリー - "Ebony And Ivory"
5. あの娘におせっかい - "Listen To What The Man Said"
6. ひとりぽっちのロンリー・ナイト - "No More Lonely Nights"
7. 心のラヴ・ソング - "Silly Love Songs"
8. 幸せのノック - "Let 'Em In"
9. C・ムーン - "C Moon"
10. パイプス・オブ・ピース - "Pipes of Peace"
11. 007 死ぬのは奴らだ - "Live And Let Die"
12. アナザー・デイ - "Another Day"
13. 恋することのもどかしさ - "Maybe I'm Amazed"
  - CD未収録
14. グッドナイト・トゥナイト - "Goodnight Tonight"
  - CD未収録
15. ワンス・アポン・ア・ロング・アゴー - "Once Upon A Long Ago"
  - アルバム・バージョン
16. セイ・セイ・セイ - "Say Say Say"
17. しあわせの予感 - "With A Little Luck"
  - CD未収録
18. マイ・ラヴ - "My Love"
19. ウィ・オール・スタンド・トゥゲザー - "We All Stand Together"
20. 夢の旅人 - "Mull of Kintyre"

### US 盤
1. バンド・オン・ザ・ラン - "Band On The Run"
2. ジェット - "Jet"
3. エボニー・アンド・アイボリー - "Ebony And Ivory"
4. あの娘におせっかい - "Listen To What The Man Said"
5. ひとりぽっちのロンリー・ナイト - "No More Lonely Nights"
6. 心のラヴ・ソング - "Silly Love Songs"
7. 幸せのノック - "Let 'Em In"
8. セイ・セイ・セイ - "Say Say Say"
9. 007 死ぬのは奴らだ - "Live And Let Die"
10. アナザー・デイ - "Another Day"
11. C・ムーン - "C Moon"
12. ジュニアズ・ファーム - "Junior's Farm"
13. アンクル・アルバート〜ハルセイ提督 - "Uncle Albert/Admiral Halsey"
14. カミング・アップ（ライヴ・ヴァージョン） - "Coming Up (Live At Glasgow)"
15. グッドナイト・トゥナイト - "Goodnight Tonight"
16. しあわせの予感 - "With A Little Luck"
  - プロモーション用のエディット・バージョン
17. マイ・ラヴ - "My Love"

### 日本盤
1. ジェット - "Jet"
2. バンド・オン・ザ・ラン - "Band On The Run"
3. カミング・アップ - "Coming Up"
4. エボニー・アンド・アイボリー - "Ebony And Ivory"
5. あの娘におせっかい - "Listen To What The Man Said"
6. ひとりぽっちのロンリー・ナイト - "No More Lonely Nights"
7. 心のラヴ・ソング - "Silly Love Songs"
8. 幸せのノック - "Let 'Em In"
9. C・ムーン - "C Moon"
10. パイプス・オブ・ピース - "Pipes of Peace"
11. 007 死ぬのは奴らだ - "Live And Let Die"
12. アナザー・デイ - "Another Day"
13. ワンス・アポン・ア・ロング・アゴー - "Once Upon A Long Ago"
14. セイ・セイ・セイ - "Say Say Say"
15. マイ・ラヴ - "My Love"
16. ウィ・オール・スタンド・トゥゲザー - "We All Stand Together"
17. 夢の旅人 - "Mull of Kintyre"